# Return to the Red River
Return to the Red River – album koncertowy Elvisa Presleya, zawierający nagranie koncertu z 30 marca 1977 r. z Alexandrii w Luizjanie. Elvis miał na sobie King of Spades suit. Został wydany w 2011 roku.

## Lista utworów
1. "Love Me"
2. "If You Love Me"
3. "You Gave Me a Mountain"
4. "Jailhouse Rock"
5. "’O sole mio – It’s Now or Never"
6. "Little Sister"
7. "Teddy Bear – Don’t Be Cruel"
8. "And I Love You So"
9. "Fever"
10. "Love Me Tender"
11. "Hurt"
12. "Hound Dog"
13. "Danny Boy" (wyk. Sherril Nielsen)
14. "Walk with Me" (wyk. Sherril Nielsen)
15. "Blue Suede Shoes"
16. "Can’t Help Falling in Love"